# 梅拉河畔塔韦尔诺莱
梅拉河畔塔韦尔诺莱（義大利語：Tavernole sul Mella），是意大利布雷西亚省的一个市镇。总面积19平方公里，人口1405人，人口密度73.9人/平方公里（2009年）。国家统计（ISTAT）代码为017183。